# Keynesiánský kříž
Keynesiánský kříž je zjednodušená verze keynesiánského modelu, vytvořeného Johnem Maynardem Keynesem ve 30. letech 20. století, prezentovaného v knize ”The general theory of Employment, Interest, and Money” a vychází z kritiky klasického modelu.

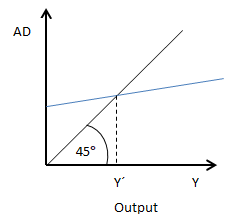
Keynesiánský kříž

V diagramu keynesiánského kříže je křivka plánovaných výdajů (zbarvena modře) nakreslena jako vzestupná linka, protože spotřebitelé budou mít větší poptávku se vzestupem disponibilního příjmu, který vzrůstá s celkovou národní produkcí. Vzestup je vzhledem k pozitivnímu vztahu mezi poptávkou a disponibilním příjmem spotřebitelů ve funkci spotřeby (consumption function). Agregátní poptávka může rovněž růst vzhledem k vzestupu investic (z důvodu akceleračního efektu), zatímco nárůst je redukován, když import a daně rostou s příjmy. Rovnováha v diagramu nastane tam, kde se totální poptávka rovná celkovému objemu národní produkce, který koresponduje s celkovým národním příjmem nebo produkcí. Zde se celková poptávka rovná celkovým zásobám. V diagramu je rovnost produkce a poptávky určena tam, kde křivka plánovaných výdajů interaguje s čárou reprezentující rovnost celkového příjmu a produkce (AD=Y). Průsečík udává rovnovážnou produkci „Y“.
Posun vůči rovnosti bývá většinou z důvodu změn v zásobách, zahrnujících změny v produkci a příjmech. Pokud současná produkce přesahuje rovnost, zásoby se hromadí a povzbuzuje podniky ke zpomalení výroby, což posunuje ekonomiku k rovnováze. Podobně, pokud je úroveň produkce pod rovnovážným stavem, investice oslabují, povzbuzujíce nárůst produkce a tím posun směrem k rovnováze. Tento rovnovážný proces nastane, když je equillibrium stabilní, tedy když je čára agregátní poptávky méně strmá než čára AD=Y.
Rovnovážná úroveň produkce určuje v modelu rovnovážnou úroveň zaměstnanosti (v dynamickém pohledu jsou propojeny Okunovým zákonem). V rámci modelu není důvod, proč by měla rovnovážná úroveň korespondovat s plnou zaměstnaností. V rámci vnášení nových teorií se však nad tímto vztahem dá uvažovat. Pokud některý z komponentů agregátní poptávky (C + Ip + G + NX) roste na každém příjmovém levelu, například protože se podniky stávají optimističtějšími ohledně budoucích zisků, celá agregátní poptávka se zvedá.  To zvyšuje rovnováhu příjmu a produkce. Podobně, pokud některý z elementů agregátní poptávky upadá, celá čára se posunuje dolů a snižuje rovnost produkce (křivka AD=Y se podle této definice neposunuje).
Keynesiánský kříž produkuje rovnost za několika předpokladů. Za prvé, pokud je křivka agregátní poptávky pozitivní. To se předpokládá, jelikož při vzestup národní produkce by měl vést k vzestupu disponibilního příjmu a tím pádem ke vzestupu spotřeby, což vytváří část agregátní poptávky. Za druhé, u křivky agregátní poptávky se předpokládá pozitivní, vzestupný průsečík. Ten je nutný k protnutí křivky AD=Y. Pokud se křivky neprotnou, neexistuje žádná rovnováha a žádná rovnováh aprodukce nemůže být určena. Křivka AD bude mít pozitivní, vertikální průsečík tak dlouho, dokud zde bude některá složka agregátní poptávky.